# Премія «Люм'єр» (19-та церемонія)
19-та церемонія вручення Премії Люм'єр французької Академії Люм'єр відбулася 20 січня 2014 в культурному центрі Espace Pierre Cardin у Парижі. Церемонія проходила під головуванням акторки Кароль Буке. Тележурналіст Естель Мартен та режисер Патрік Фабр приймали учасників та гостей церемонії. Фільм Життя Адель отримав перемогу як «Найкращий фільм». Переможцями в інших категоріях стали стрічки Я, знову я і мама, Набережна Орсе,  Венера в хутрі, Гранд Централ. Атомне кохання, Коні Бога та Неймовірна подорож містера Співета

## Переможці та номінанти

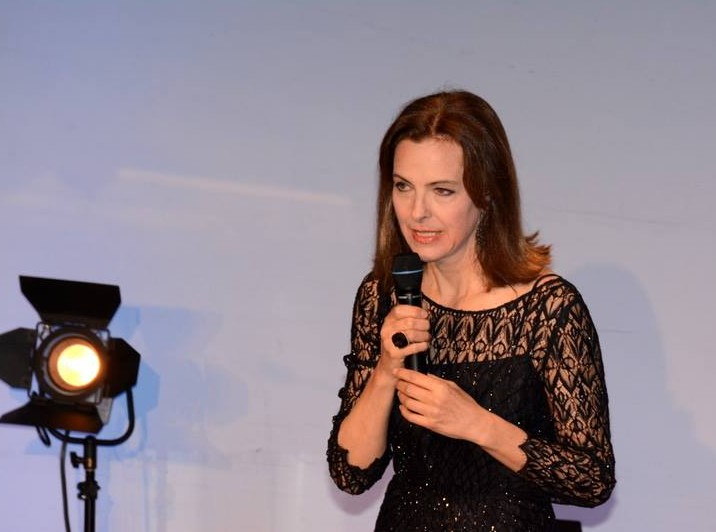
Кароль Буке, Президент церемонії.

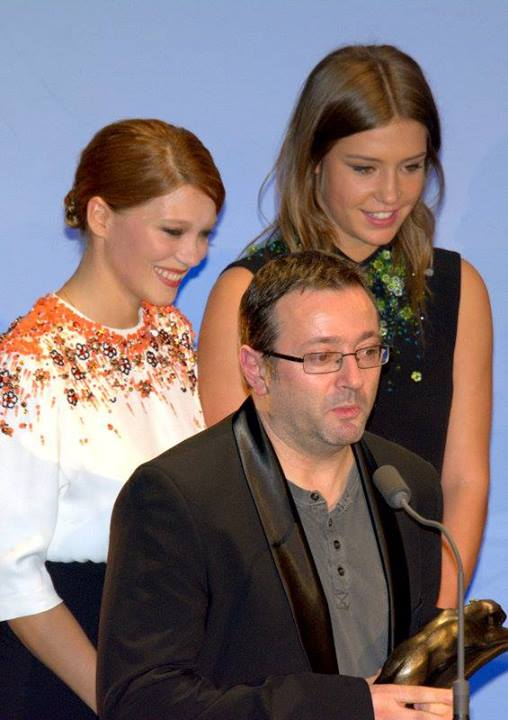
Життя Адель: володарі премії за найкращий фільм.

Переможців у списку виділено жирним.
| Найкращий фільм | Найкращий режисер |
| --- | --- |
| Життя Адель - Піна днів - Набережна Орсе - Ренуар. Останнє кохання - Гранд Централ. Атомне кохання - 9 місяців суворого режиму                                                                            | Абделатіф Кешиш — Життя Адель - Бертран Таверньє — Набережна Орсе - Альбер Дюпонтель — 9 місяців суворого режиму - Жиль Бурдо — Ренуар. Останнє кохання - Мішель Гондрі — Піна днів - Ребекка Злотовськи — Гранд Централ. Атомне кохання |
| Найкращий актор | Найкраща акторка |
| Гійом Гальєнн — Я, знову я і мама - Мішель Буке — Ренуар. Останнє кохання - Тьєррі Лермітт — Набережна Орсе - Ромен Дюріс — Піна днів - Гійом Кане — Жапплу - Тахар Рахім — Гранд Централ. Атомне кохання | Леа Сейду — Життя Адель та Гранд Централ. Атомне кохання - Катрін Денев — По сигарети - Сандрін Кіберлен — 9 місяців суворого режиму - Еммануель Сеньє — Венера в хутрі - Кріста Тере — Ренуар. Останнє кохання                          |
| Найперспективніший актор | Найперспективніша акторка |
| Рафаель Персонас — Набережна Орсе та Маріус - Венсан Макень — Дівчина 14 липня - П'єр Деладоншам — Незнайомець на озері - Нільс Шнайдер — Хаос - Тауфік Жаллаб — Марш - Поль Амі — Сюзанн                 | Адель Екзаркопулос — Життя Адель - Вімала Понс — Дівчина 14 липня - Еліс де Ланкесе — Наосліп - Полін Етьєн — Черниця - Міс Мінг — Анрі - Марина Вакт — Молода і прекрасна                                                               |
| Найкращий дебютний фільм | Найкращий сценарій |
| Я, знову я та мама - Як лев - Одинак - Наосліп - Ми підемо жити в іншому місці - За кров | Девід Айвз та Роман Полянський — Венера в хутрі - Жан-Поль Лільєнфельд — Заарештуйте мене - Бертран Таверньє — Набережна Орсе - Асгар Фархаді — Минуле - Набіль Бен Ядір — Марш - Альбер Дюпонтель — 9 місяців суворого режиму           |
| Найкращий франкомовний фільм | Найкращий оператор |
| Коні Бога — Бельгія Марокко - Today — Франція Сенегал - Той, що розкаявся — Алжир - Мрець, що говорить — Бельгія Франція - Габріель — Канада - Аукціон — Канада                                           | Томас Хардмеєр — Неймовірна подорож містера Співета - Жером Альмерас — Набережна Орсе - Крістоф Бокарн — Піна днів - Крістель Форньє — Місце на землі - Стефан Фонтен — Джиммі Пікар                                                     |
| Спеціальний Приз журі | |
| Гранд Централ. Атомне кохання — Ребекка Злотовськи | |